# 何坝镇
何坝镇，是中华人民共和国甘肃省陇南市西和县下辖的一个乡镇级行政单位。

## 行政区划
何坝镇下辖以下地区：
何坝社区、鱼山村、安家峪村、刘集村、草坪村、黄江村、蔺集村、张杜村、乔集村、何坝村、马寨村、北沟里村、范寨村、强沟村、郑沟村、麦川村、杨窑村、大石村、三歧村、李宋村、南义村、野麻村、河口村、刘沟村、大池村、李子坪村、铁古村、杨付村、冯茂村和柴石村。